# Knej
Knej – wieś w Słowenii, w gminie Velike Lašče. W 2018 roku liczyła 46 mieszkańców.